# Plagiochilion mayebarae
Plagiochilion mayebarae là một loài rêu trong họ Plagiochilaceae. Loài này được S. Hatt. mô tả khoa học đầu tiên năm 1948.